# Peganum multisectum
Peganum multisectum là một loài thực vật có hoa trong họ Nitrariaceae. Loài này được (Maxim.) Bobrov mô tả khoa học đầu tiên năm 1949.